# Vezalec žolčnih kislin
Vezalci žolčnih kislin (tudi adsorbenti žolčnih kislin ali sekvestranti žolčnih kislin) so zdravila ali učinkovine, ki vežejo žolčne kisline, pospešujejo njihovo izločanje z blatom in odstranjujejo lipoproteine majhne gostote (LDL) iz plazme. Vezalce žolčnih kislin vsebuje tudi nekatera hrana. Mednje spadajo holestipol, holestiramin, holesevelam in holekstran. Ker znižujejo plazemski LDL, se uporabljajo  kot antihiperlipemiki, novejši vezalci žolčnih kislin (kolesevelam in kolestimid) pa še po nepojanjenem mehanizmu znižujejo tudi raven glukoze. Učinkoviti so tudi proti driski, če je le-ta posledica zmanjšane absorpcije žolčnih kislin iz prebavil. Nadalje se lahko uporabljajo za lajšanje srbeža pri jetrni cirozi in drugih kroničnih jetrnih boleznih, kjer srbenje povzroča kopičenje žolčnih kislin v koži.

## Mehanizem delovanja
Vezalci žolčnih kislin so ionsko-izmenjevalne smole, ki vežejo žolčne kisline iz prebavil in tako preprečijo njihovo reabsorpcijo in prekinejo enterohepatično kroženje. Žolčne kisline se namreč iz jeter izločajo z žolčem v prebavila, se sicer ponovno absorbirajo v črevesju, prispejo s portalnim obtokom v jetra ter se ponovno izločijo v žolč. Gre za velike polimerne spojine, ki se ne morejo absorbirati iz črevesja in se izločijo z blatom. Zaradi prekinitve enterohepatičnega kroženja jetra začno proizvajati večje količine žolčnih kislin, da bi izgubo nadomestila, za njihovo proizvodnjo pa porabljajo holesterol. Posledica je znižana raven LDL-holesterola v plazmi.
Novejši vezalci žolčnih kislin (npr. kolesevelam) še po nepojasnjenem mehanizmu znižujejo tudi raven glukoze.

## Medicinska uporaba
Ker vezalci žolčnih kislin znižujejo plazemsko raven LDL-holesterola, se v splošnem uporabljajo kot antihiperlipemiki oziroma sredstva za zniževanje ravni holesterola v krvi. Več so se uporabljali v preteklosti, njihov pomen pa je manjši, odkar so na tržišču statini.
Uporabljajo se (na primer holestiramin) tudi za lajšanje driske, kadar je le-ta posledica zmanjšane absorpcije žolčnih kislin, zlasti pri bolezni končnega dela vitega črevesa (npr. pri crohnovi bolezni), ter pri lajšanju in preprečevanju srbeža pri bolnikih s hiperholesterolemijo pri jetrni cirozi in drugih kroničnih jetrnih boleznih, kjer srbenje povzroča kopičenje žolčnih kislin v koži.

## Predstavniki
Med vezalce žolčnih kislin spadajo štiri učinkovine:
- holestiramin
- holestipol
- holekstran
- holesevelam

Holestiramin in holestipol sta vezalca žolčnih kislin prve generacije. Zaradi razmeroma šibkega delovanja in nekaterih neželenih učinkov se uporabljata redko. Holesevelam in holekstran sta učinkovini druge generacija z izboljšanim profilom prenašanja.

## Neželeni učinki
Ker se vezalci žolčnih kislin ne absorbirajo iz prebavil, načeloma ne povzročajo sistemskih neželenih učinkov, temveč so neželeni učinki omejeni na sama prebavila. Najpogostejši neželeni učinek je zaprtje. Pojavijo se lahko tudi bolečina v trebuhu, napenjanje, bruhanje, driska, izguba telesne mase, zgaga ...

## Součinkovanje z drugimi zdravili
Izmenjevalci žolčnih kislin motijo absorpcijo nekaterih zdravil (propranolola, digitalisa, kumarinskih antikoagulantov, tiazidnih diuretikov, penicilina G, tetraciklinov, kumarinov in ščitničnih hormonov, amjodarona, fibratov in statinov), je treba druga zdravila vzeti eno uro pred vezalcem žolčnih kislin ali štiri ure za njim. Visoki odmerki vezalcev žolčnih kislin ovirajo vsrkavanje v maščobotopnih vitaminov (A, D, E in vitamin K|K). Po daljšem zdravljenju se lahko zmanjša raven folata v krvi, zato je treba dodajati folno kislino.